# فرودگاه نیروی هوایی سلطنتی مترینگهام
فرودگاه نیروی هوایی سلطنتی مترینگهام (به انگلیسی: RAF Metheringham) یک فرودگاه نظامی است که یک باند فرود سنگفرش دارد و طول باند آن ۱٬۸۲۹ متر است. این فرودگاه در کشور انگلستان قرار دارد و در ارتفاع ۶۱ متری از سطح دریا واقع شده است.